# Kathi Schwaab
Kathi Schwaab (26 de noviembre de 1972) es una deportista alemana que compitió en biatlón. Ganó una medalla de plata en el Campeonato Mundial de Biatlón de 1995 y tres medallas en el Campeonato Europeo de Biatlón entre los años 1994 y 1999.

## Palmarés internacional
| Campeonato Mundial | Campeonato Mundial      | Campeonato Mundial | Campeonato Mundial |
| Año                | Lugar                   | Medalla            | Prueba             |
| ------------------ | ----------------------- | ------------------ | ------------------ |
| 1995               | Antholz (Italia)        | Medalla de plata   | Equipo             |
| Campeonato Europeo |                         |                    |                    |
| Año                | Lugar                   | Medalla            | Prueba             |
| 1994               | Kontiolahti (Finlandia) | Medalla de bronce  | Velocidad          |
| 1995               | Grand-Bornand (Francia) | Medalla de bronce  | Relevos            |
| 1999               | Izhevsk (Rusia)         | Medalla de oro     | Individual         |